# ほんきかしら
「ほんきかしら」は、1966年に発売された島倉千代子のシングルである。発売元は日本コロムビア。

## 概要
当時コロムビアのディレクターであった酒井政利が島倉を「泣き節」のイメージから脱却させるべく、岩谷時子に作詞を依頼、岩谷が島倉の作品に初めて起用された。大手レコード会社が作詞家・作曲家を囲いこむ専属制度のあった当時としては、コロムビアがレコード会社と契約していない岩谷に依頼することは異例であったという。
酒井が以前プロデュースした島倉の「赤坂の夜は更けて」は商業的に失敗したが、こちらはレコード売上で成功した。通算売上は60万枚 。
歌詞の一部は男性コーラス（岡田みのるとヤング・トーンズ）が歌唱している。同年の「第17回NHK紅白歌合戦」でも歌唱されたが、男性コーラスの部分は女性コーラスに置き換えられた。
1977年9月1日には「ミリオン・カップル・シリーズ」で「愛のさざなみ」とのカップリング盤（NK-77）が発売された。
1993年放送の武田薬品工業「ハイシーL」のテレビCMで桐島かれんが4人の外国人男性のコーラスと共に歌唱していた。

## 収録曲
1. ほんきかしら
作詞：岩谷時子、作曲・編曲：土田啓四郎
2. 悲しみにキスを
作詞：西沢爽、作曲・編曲：和田香苗

## カバー
- 桐島かれん（1993年、シングルとして発売）